# Caecilius Avitus

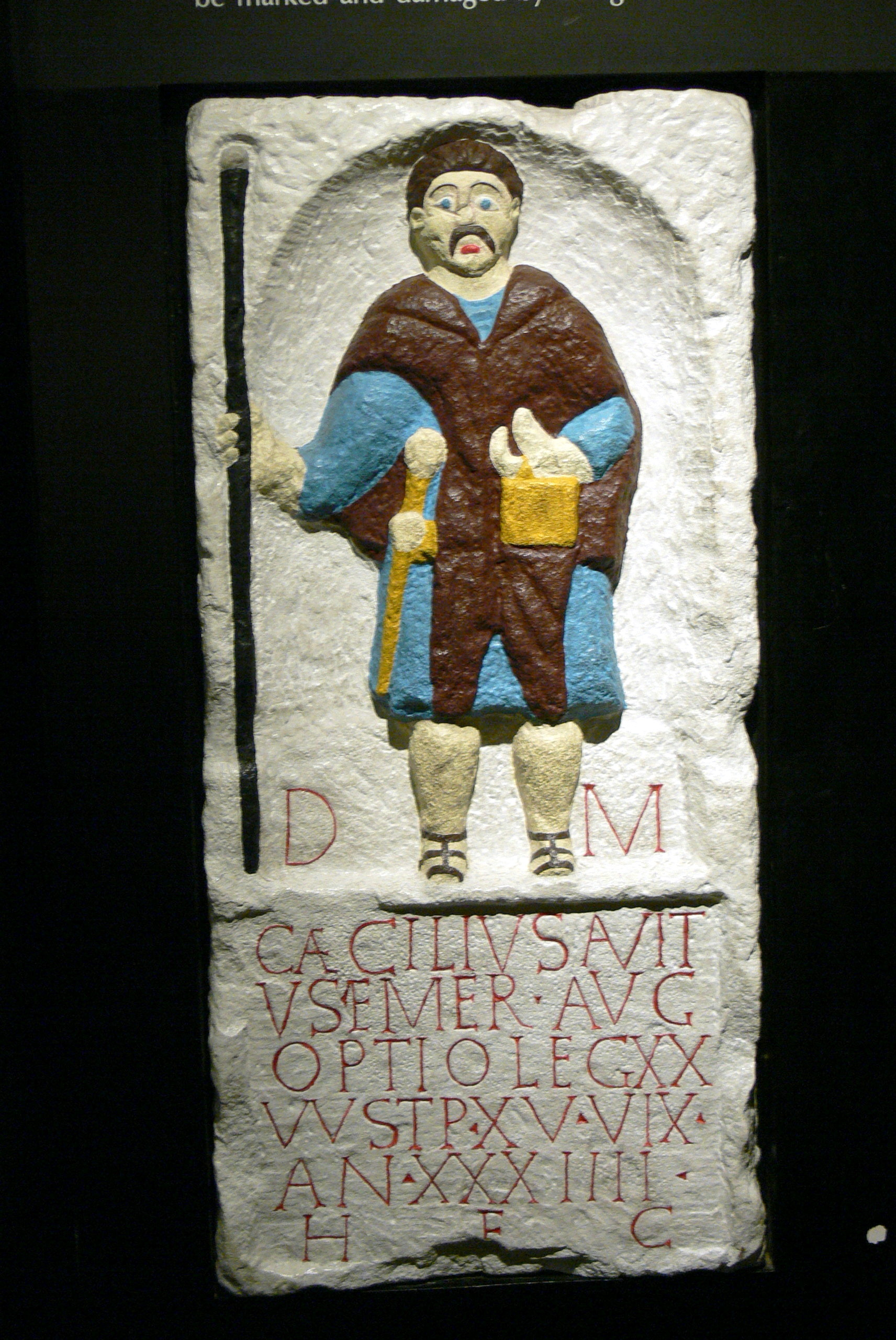
Eine farbige Rekonstruktion des Grabsteins mit der Inschrift

Caecilius Avitus (sein Praenomen ist nicht bekannt) war ein im 2. oder 3. Jahrhundert n. Chr. lebender Angehöriger der römischen Armee.
Durch eine Inschrift, die beim Legionslager Deva Victrix in der Provinz Britannia gefunden wurde, ist belegt, dass Avitus Optio in der Legio XX Valeria Victrix war. Er stammte aus Emerita Augusta, der Hauptstadt der Provinz Lusitania. Avitus starb im Alter von 34 Jahren (vixit annos XXXIIII), nachdem er 15 Jahre in der Armee gedient hatte (stipendiorum XV). Der Grabstein wurde durch seinen Erben errichtet (heres faciendum curavit).
Die Inschrift wird bei der Epigraphik-Datenbank Clauss-Slaby auf 101/300 datiert, bei Stephen James Malone auf das späte 2. Jahrhundert.